# Licmocera lyonetiella
Licmocera lyonetiella är en fjärilsart som beskrevs av Walsingham 1891. Licmocera lyonetiella ingår i släktet Licmocera och familjen brokmalar, Momphidae. Inga underarter finns listade i Catalogue of Life.